# 18. Kanadisches Kabinett
Das 18. Kanadische Kabinett (engl. 18th Canadian Ministry, franz. 18e conseil des ministres du Canada) regierte Kanada vom 21. Juni 1957 bis zum 22. April 1963. Dieses von Premierminister John Diefenbaker angeführte Kabinett bestand aus Mitgliedern der Progressiv-konservativen Partei.

## Minister
| Amt                                                             | Name | Zeitraum |
| --------------------------------------------------------------- | --- | --- |
| Premierminister                                                 | John Diefenbaker | 21. Juni 1957 – 22. April 1963 |
| Außenminister                                                   | John Diefenbaker Sidney Earle Smith vakant John Diefenbaker (geschäftsführend) Howard Charles Green                                                             | 21. Juni 1957 – 12. September 1957 13. September 1957 – 17. März 1959 18. März 1959 19. März 1959 – 3. Juni 1959 4. Juni 1959 – 22. April 1963 |
| Justizminister und Attorney General                             | Davie Fulton Donald Fleming | 21. Juni 1957 – 8. August 1962 9. August 1962 – 22. April 1963 |
| Verteidigungsminister                                           | George Pearkes Douglas Harkness vakant Gordon Churchill | 21. Juni 1957 – 10. Oktober 1960 11. Oktober 1960 – 3. Februar 1963 4. Februar 1963 – 11. Februar 1963 12. Februar 1963 – 22. April 1963 |
| Finanzminister und Schatzmeister                                | Donald Fleming George Nowlan | 21. Juni 1957 – 8. August 1962 9. August 1962 – 22. April 1963 |
| Minister für nationale Einkünfte                                | George Nowlan Hugh John Flemming | 21. Juni 1957 – 8. August 1962 9. August 1962 – 22. April 1963 |
| Verkehrsminister                                                | George Hees Léon Balcer | 21. Juni 1957 – 10. Oktober 1960 11. Oktober 1960 – 22. April 1963 |
| Arbeitsminister                                                 | Michael Starr | 21. Juni 1957 – 22. April 1963 |
| Minister für nationale Gesundheit und Wohlfahrt                 | Alfred Johnson Brooks (geschäftsführend) Jay Monteith | 21. Juni 1957 – 21. August 1957 22. August 1957 – 22. April 1963 |
| Landwirtschaftsminister                                         | Douglas Harkness (geschäftsführend) Douglas Harkness Alvin Hamilton                                                                                             | 21. Juni 1957 – 6. August 1957 7. August 1957 – 10. Oktober 1960 11. Oktober 1960 – 22. April 1963 |
| Fischereiminister                                               | Angus MacLean | 21. Juni 1957 – 22. April 1963 |
| Forstminister                                                   | vakant Hugh John Flemming Martial Asselin | 1. Oktober 1960 – 10. Oktober 1960 11. Oktober 1960 – 17. März 1963 18. März 1963 – 22. April 1963 |
| Handels- und Gewerbeminister                                    | Gordon Churchill George Hees vakant Malcolm Wallace McCutcheon                                                                                                  | 21. Juni 1957 – 10. Oktober 1960 11. Oktober 1960 – 8. Februar 1963 9. Februar 1963 – 11. Februar 1963 12. Februar 1963 – 22. April 1963 |
| Minister für Verteidigungsproduktion                            | Howard Charles Green Raymond O’Hurley | 21. Juni 1957 – 11. Mai 1958 12. Mai 1958 – 22. April 1963 |
| Minister für Bergbau und technische Begutachtung                | Léon Balcer (geschäftsführend) Paul Comtois vakant Walter Dinsdale (geschäftsführend) Jacques Flynn vakant Hugh John Flemming (geschäftsführend) Paul Martineau | 21. Juni 1957 – 6. August 1957 7. August 1957 – 6. Oktober 1961 7. Oktober 1961 – 9. Oktober 1961 10. Oktober 1961 – 27. Dezember 1961 28. Dezember 1961 – 12. Juli 1962 13. Juli 1962 – 17. Juli 1962 18. Juli 1962 – 8. August 1962 9. August 1962 – 22. April 1963 |
| Postminister                                                    | William McLean Hamilton vakant Angus MacLean Ellen Fairclough                                                                                                   | 21. Juni 1957 – 12. Juli 1962 13. Juli 1962 – 17. Juli 1962 18. Juli 1962 – 8. August 1962 9. August 1962 – 22. April 1963 |
| Minister für staatliche Bauvorhaben                             | Howard Charles Green David James Walker vakant Howard Charles Green (geschäftsführend) Davie Fulton                                                             | 21. Juni 1957 – 19. August 1959 20. August 1959 – 12. Juli 1962 13. Juli 1962 – 17. Juli 1962 18. Juli 1962 – 8. August 1962 9. August 1962 – 22. April 1963 |
| Staatsbürgerschafts- und Einwanderungsminister                  | Davie Fulton Ellen Fairclough Richard Albert Bell | 21. Juni 1957 – 11. Mai 1958 12. Mai 1958 – 8. August 1962 9. August 1962 – 22. April 1963 |
| Minister für nördliche Angelegenheiten und nationale Ressourcen | Douglas Harkness vakant Alvin Hamilton Walter Dinsdale | 21. Juni 1957 – 18. August 1957 19. August 1957 – 21. August 1957 22. August 1957 – 10. Oktober 1960 11. Oktober 1960 – 22. April 1963 |
| Minister für Veteranenangelegenheiten                           | Alfred Johnson Brooks Gordon Churchill Marcel Lambert | 21. Juni 1957 – 10. Oktober 1960 11. Oktober 1960 – 11. Februar 1963 12. Februar 1963 – 22. April 1963 |
| Beigeordneter Verteidigungsminister                             | vakant Pierre Sévigny vakant | 21. Juni 1957 – 19. August 1959 20. August 1959 – 8. Februar 1963 9. Februar 1963 – 22. April 1963 |
| Staatssekretär für Kanada und Regierungskanzlist                | Ellen Fairclough Henri Courtemanche vakant Léon Balcer (geschäftsführend) Noël Dorion vakant Léon Balcer (geschäftsführend) George Ernest Halpenny              | 21. Juni 1957 – 11. Mai 1958 12. Mai 1958 – 19. Januar 1960 20. Januar 1960 21. Januar 1960 – 10. Oktober 1960 11. Oktober 1960 – 5. Juli 1962 6. Juli 1962 – 10. Juli 1962 11. Juli 1962 – 8. August 1962 9. August 1962 – 22. April 1963                            |
| Präsident des Kronrates                                         | vakant Noël Dorion vakant John Diefenbaker | 21. Juni 1957 – 27. Dezember 1961 28. Dezember 1961 – 5. Juli 1962 6. Juli 1962 – 20. Dezember 1962 21. Dezember 1962 – 22. April 1963 |
| Solicitor General                                               | Léon Balcer William Joseph Browne vakant | 21. Juni 1957 – 10. Oktober 1960 11. Oktober 1960 – 9. August 1962 10. August 1962 – 22. April 1963 |
| Minister ohne Geschäftsbereich                                  | William Joseph Browne James MacKerras Macdonnell John Thomas Haig George Ernest Halpenny Malcolm Wallace McCutcheon Frank Charles McGee Théogène Ricard         | 21. Juni 1957 – 10. Oktober 1960 21. Juni 1957 – 19. August 1959 9. Oktober 1957 – 11. Mai 1958 11. Oktober 1960 – 8. August 1962 9. August 1962 – 11. Februar 1963 18. März 1963 – 22. April 1963 18. März 1963 – 22. April 1963                                     |